# 白翅交嘴雀

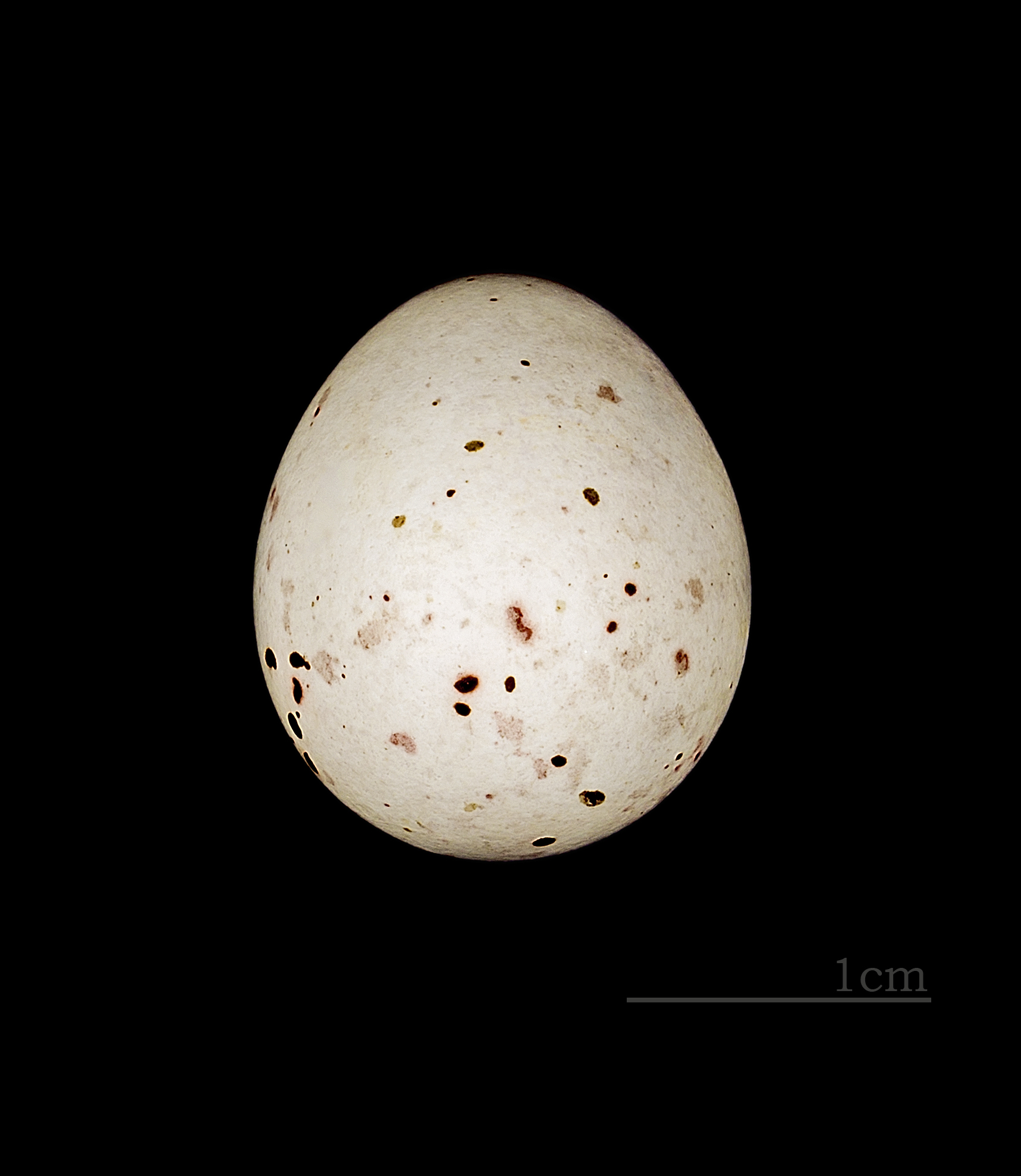
Loxia leucoptera

白翅交嘴雀（学名：Loxia leucoptera）为雀科交嘴雀属的鸟类。分布于欧洲、阿拉斯加、加拿大、俄罗斯、日本以及中国大陆的东北、华北等地，多见于山区森林鸟类、多栖于山地针叶林以及也见于针阔混交林中。该物种的模式产地在北美洲哈得逊湾及纽约。

## 亚种
- 白翅交嘴雀东北亚种（学名：Loxia leucoptera bifasciata）。在中国大陆，分布于东北、吉林、辽宁、河北等地。[2]